# Biszandalaja Raszadijja
Biszandalaja Raszadijja (arab. بشندلايا رشادية) – wieś w Syrii, w muhafazie Idlib. W 2004 roku liczyła 95 mieszkańców.